# Magia (Shakira)
Magia je prvi promotivni i ujedno prvi snimljeni album kolumbijske kantautorice Shakire. Album je objavljen 24. lipnja 1991. godine pod diskografskom kućom Sony Music Entertainment. Danas se više ne može naći na tržištu, zato ima veliku kolekcionarsku vrijednost. Album nije bio komercijalno uspješan, prodan je u samo 1.200 kopija. Neke pjesme na albumu je Shakira napisala kao osmogodišnjakinja. S albuma su objavljena tri singla, "Magia", "Lejos de Tu Amor" i "Esta Noche Voy Contigo".

## Singlovi
- "Magia"
- "Lejos de Tu Amor"
- "Esta Noche Voy Contigo"

## Popis pjesama
A strana
1. "Sueños" – 3:47
2. "Esta Noche Voy Contigo" – 3:53
3. "Lejos De Tu Amor" – 3:09
4. "Magia" – 4:43

B strana
1. "Cuentas Conmigo" – 4:01
2. "Cazador De Amor" – 3:07
3. "Gafas Oscuras" – 3:13
4. "Necesito De Ti" – 3:41
5. "Lejos de Tu Amor" – 3:13